# Peugeot 307 WRC
Der Peugeot 307 WRC wurde 2004 gebaut und in der Rallye-Weltmeisterschaft eingesetzt. Marcus Grönholm erzielte mit dem Auto insgesamt drei Siege. Nach der Saison 2005 zog sich Peugeot mit dem 307 WRC zurück, aber der 307 WRC wurde noch in der Saison 2006 von dem Privatteam Bozian Racing eingesetzt. Das Auto mit dieser außergewöhnlichen Optik trug den Namen „The Flying Frog“ oder auch „The Whale“.

## Technische Daten
|                             | 2.0 Liter                                                             |
| --------------------------- | --------------------------------------------------------------------- |
| Produktionszeitraum         | 2004–2005                                                             |
| Motordaten                  |                                                                       |
| Lage                        | Quer eingebauter Frontmotor (Otto)                                    |
| Zylinder                    | 4                                                                     |
| Anzahl Ventile pro Zylinder | 4                                                                     |
| Motoraufladung              | Turbolader                                                            |
| Gemischbildung              | Magnetti-Marelli-Saugrohreinspritzung                                 |
| Bohrung                     | 85,0 mm                                                               |
| Hubraum                     | 1997 cm³                                                              |
| max. Leistung               | 224 kW (305 PS) bei 5250/min                                          |
| max. Drehmoment             | 580 Nm bei 3500/min                                                   |
| Kraftübertragung            |                                                                       |
| Antrieb                     | Allradantrieb                                                         |
| Getriebe                    | Sequentielles Fünfganggetriebe von Hewland                            |
| Karosserie                  |                                                                       |
| Karosserie                  | Stahlblech, selbsttragend                                             |
| Fahrwerk                    |                                                                       |
| Federung                    | MacPherson-Federbeine, Querlenker                                     |
| Lenkung                     | servounterstützte Zahnstangenlenkung                                  |
| Bremsen                     | innenbelüftete Scheibenbremsen vorne, einfache Scheibenbremsen hinten |

## Geschichte
Der Peugeot 307 WRC sollte, auf der Basis des 307 CC, ab der Saison 2004 in der Rallye-Weltmeisterschaft den erfolgreichen 206 WRC ablösen.
Das Fahrzeug wurde aber von Getriebeproblemen und Problemen mit der Servolenkung geplagt und erst gegen Ende der Werksunterstützung von Peugeot wurde der 307 in der WRC konkurrenzfähig. Der Doppelweltmeister Marcus Grönholm belegte bei der Neste Rally Finland, in den Jahren 2004 und 2005, sowie bei der Rallye Japan 2005 den ersten Platz mit dem Peugeot. Aber Ende 2005 zog der Mutterkonzern PSA die beiden Automarken Peugeot und Citroën aus den WRC Rallyes zurück. In der Saison 2006 fuhr der Peugeot für Bozian Racing. Das Fahrzeug wurde von Manfred Stohl und Henning Solberg gefahren und ergatterte mit Stohl den vierten Platz in der Fahrerwertung.
Aber der 307 WRC wird für den Unfall in Erinnerung bleiben, der den WRC-Konkurrenten Markko Märtin und Michael Park am 18. September 2005 widerfuhr, was zum Tod von Co-Pilot Park führte. Auf der 15. Etappe der Wales Rally GB verlor Märtin die Kontrolle über seine 307 WRC und kollidierte mit einem Baum, der Park sofort tötete. Dies war der erste Todesfall in einer WRC-Veranstaltung seit 1993.